# Frank Capra
Frank Capra (født 18. maj 1897, død 3. september 1991) var en amerikansk filminstruktør.
Francesco Rosario Capra blev født på Sicilien og flyttede som barn til USA. Han blev amerikansk statsborger i 1920 under navnet Frank Russell Capra.
Det hændte en nat vandt alle fem top-Oscars i 1935. Hans dokumentarserie fra 2. verdenskrig, Why We Fight, siges at være verdenshistoriens mest effektive propagandafilm.

## Udvalgte film
- Det hændte en nat (1934)
- En gentleman kommer til byen (1936)
- Tabte horisonter (1937)
- Du kan ikke tage det med dig (1938)
- Mr. Smith kommer til Washington (1939)
- Why We Fight (dokumentarserie, 1942-45)
- Arsenik og gamle kniplinger (1944)
- Det er herligt at leve (1946)
- Her kommer brudgommen (1951)